# Anna Kendrick
Anna Kendrick, född 9 augusti 1985 i Portland, Maine, är en amerikansk oscarsnominerad skådespelare samt sångerska. Kendrick är bland annat känd för rollen som Jessica Stanley i Twilight  samt i rollen som Beca Mitchell i Pitch Perfect, Pitch Perfect 2 och Pitch Perfect 3 och har utöver detta medverkat i ett antal andra filmer och TV-serier.
1998 nominerades Kendrick som näst yngsta person någonsin till en Tony Award för sin medverkan i Broadwayuppsättningen av musikalen High Society. 2010 blev Kendrick nominerad till en Oscar i kategorin "Bästa kvinnliga biroll" för sin roll som Natalie Keener i filmen Up in the Air, där hon bland annat spelar mot George Clooney.
I samband med hennes medverkan i musikalfilmen Pitch Perfect (2012) släpptes även en singel med Kendrick kallad Cups. Låten klättrade till plats sex på Billboard Hot 100.
I november 2016 publicerades Kendricks självbiografi Scrappy Little Nobody.

## Privatliv
Kendrick föddes 1985 i Portland, Maine. Hennes far, William Kendrick (1946–2022), var historielärare och hennes mor Janice (född Cooke) arbetade som revisor. Kendrick har även en äldre bror, Michael Cooke Kendrick, som också är skådespelare. Mellan 2009 och 2013 hade hon ett förhållande med regissören Edgar Wright som hon lärde känna under inspelningen av Scott Pilgrim vs. the World. Från 2014 till 2020 var hon tillsammans med den engelske filmfotografen Ben Richardson. Sedan slutet av 2020 till juni 2022 hade hon ett förhållande med skådespelaren Bill Hader.

## Filmografi i urval
- 2007 – Rocket Science
- 2008 – Twilight
- 2009 – The Twilight Saga: New Moon
- 2009 – Up in the Air
- 2009 – The Mark Pease Experience
- 2010 – The Twilight Saga: Eclipse
- 2010 – Scott Pilgrim vs. the World
- 2011 – 50/50
- 2011 – The Twilight Saga: Breaking Dawn - Part 1
- 2012 – Pitch Perfect
- 2012 – What to Expect
- 2012 – ParaNorman (röst som Courtney Babcock)
- 2012 – End of Watch
- 2013 – Drinking Buddies
- 2014 – The Last 5 Years
- 2014 – The Voices
- 2014 – Into the Woods
- 2015 – Cake
- 2015 – Pitch Perfect 2
- 2016  – Mike and Dave Need Wedding Dates
- 2016 – Trolls (röst som Poppy)
- 2016 – The Accountant
- 2017 – Table 19
- 2017 – Pitch Perfect 3
- 2018 – A Simple Favor
- 2019 – Noelle: Jultomtens dotter
- 2020 – Trolls 2: Världsturnén (röst som Poppy)
- 2021 – Love Life (TV-serie)
- 2022 – Alice, Darling
- 2023 – Woman of the Hour (även regissör)
- 2025 – Another Simple Favor